# Réserve naturelle des Tiguirek
La réserve naturelle des Tiguirek (en russe : Тигире́кский заповедник, Tiguirekski zapovednik) est  une réserve naturelle d'État située en Russie dans le kraï de l'Altaï, en Sibérie. S'étendant dans le sud-ouest du kraï, elle s'étend sur des territoires des raïons de Krasnochtchiokovo, de Tretiakovo et de Zmeïnogorsk. Fondée en 1999, une des plus jeunes zapovedniks de Russie, elle a pour objectif de préserver la diversité biologique et paysagère du nord-ouest de l'Altaï, au sein des monts Tiguirek.

## Géographie
La réserve naturelle de Tiguirek s'étend sur 41 505 hectares, dont 26 257 ha qui constituent la zone de protection.Elle se trouve dans le sud-est du kraï de l'Altaï, à la frontière avec la république de l'Altaï et le Kazakhstan. La réserve se divise en trois sections, qui sont contiguës, avec la zone Beloretski au sud et les zones de Tiguirek et Khankhanrinski au nord.
La réserve s'étend sur des zones montagneuses de basse et de moyenne altitude dans le nord-ouest de l'Altaï occidental. Elle se situe sur la rive gauche du bassin supérieur de la Tcharych, couvrant les monts Tiguirek. Les altitudes varient de 500 à 2 298 m, le point culminant étant le mont Obzornaïa avec ses 2 298 m.

## Histoire
La première présence humaine remonte au XVIIe siècle lorsqu'un fort cosaque fut construit à l'endroit du village actuel de Tiguirek. La zone de l'actuelle aire protégée a commencé à être développé au XVIIIe siècle par les colons russes, avec de l'agriculture sur brûlis, de l'exploitation forestière et de l'exploitation minière. Notamment au XIXe siècle fut exploité le béryl sur les versants du mont Razrabotnaïa. Par la suite, les zones agricoles ont été abandonnées, permettant un grand intérêt de la réserve pour étudier le reboisement naturel.
Seule réserve naturelle (zapovednik) du kraï de l'Altaï, l'aire protégée a été fondé le 4 décembre 1999.

## Peuplement et activités humaines
Le seul village de l'aire protégée est le village de Tiguirek, avec une population de 35 habitants.